# Hennepot
Hennepot is een streekgerecht uit de omgeving Poperinge. Het bestaat uit kalfs-, konijnen- en kippenvlees dat gekookt is in vleesnat met azijn en vervolgens met witte wijn en met citroen en kruiden ingelegd is in gelei. Het gerecht wordt koud gegeten.
Hennepot verschilt van potjesvlees dat men vooral in Frans-Vlaanderen en rond Veurne vindt. In tegenstelling tot potjesvlees heeft men bij hennepot de knoken en botten niet verwijderd van het vlees. 

## Kermis
Hennepot wordt traditioneel gegeten tijdens de kermisweek, begin juli. Onder invloed van het toerisme is hennepot thans het hele jaar door verkrijgbaar. 